# FC Vomp
Der FC Vomp ist ein österreichischer Fußballverein aus der Marktgemeinde Vomp im Bezirk Schwaz in Tirol und wurde 1957 gegründet. Der größte Erfolg der Fußballabteilung war 1961/62 die Teilnahme an der Landesliga Tirol, einer Liga der damaligen dritten österreichischen Spielklasse. Die Kampfmannschaft spielt in der Bezirksliga Ost.

## Geschichte
Die Geschichte des FC Vomp begann am 13. März 1957 mit der Gründung durch Franz Wieser, Herbert Troger, Franz Kaltenhauser, Hans und Marianne Mühlbacher und Josef Tschugnall mit 37 Spielern. 1960 wurde der Sportplatz unter Unterstützung von Bürgermeister Josef Steinlechner fertiggestellt.
1962 schaffte die Mannschaft in die Tiroler Landesliga. 1964 stieg der Fußballclub in die neu geschaffenen Gebietsliga Ost ein. 1979 bekam der Sportplatz eine Flutlichtanlage, 1980 erweiterte der Club sein Sportheim. 1994 feierten die Vomper den Meistertitel der Gebietsliga Ost. und stieg nach 30 Jahren in die Landesliga Ost auf, in der man gleich wieder abstieg. 1997 gelang der Aufstieg in die Landesliga Ost erneut und ein Jahr später, 1998, als Zweitplatzierter in die Tiroler Liga, in der der Verein nach einem Jahr wieder in die Landesliga Ost absteigen musste. Es folgten drei Jahre Landesliga Ost. In den nächsten Jahren war der Club entweder in der Gebietsliga Ost, 1. Klasse Ost oder in die 2. Klasse Ost zu finden. 2010 stiegen die Vomper in die Bezirksliga Ost auf, 2012 in die 1. Klasse Ost ab, 2013 in die Bezirksliga Ost auf und 2019 in die Gebietsliga Ost auf.
Obmänner
| - 1957–1966: Payerl Franz - 1969: Unterberger Herbert - 1971: Wieser Franz - 1973–1975: Volgger Hans - 1985: Stimpfl Karl - 1991–1994: Arnold Hannes - 2000–2001: Mlatschnig David - 2006: Hanisch Stefan | - 1967–1968: Nöckl Albert jun. - 1970: Geisler Hans - 1972: Nöckl Albert sen. - 1976–1984: Widauer Erich - 1986–1990: Weinhart Sepp - 1995–1998: Gröschl Günther - 2002–2005: Heim Norbert - seit 2007: Prünster Christian |

Präsidenten
| - 1957–1968: Payer Franz - 1968–1985: Nöckl Albert sen. - 1986: Weinhart Sepp |

## Titel und Erfolge
- 1 × Drittligateilnahme (Landesliga Tirol): 1961/62